# Litworowy Przechód

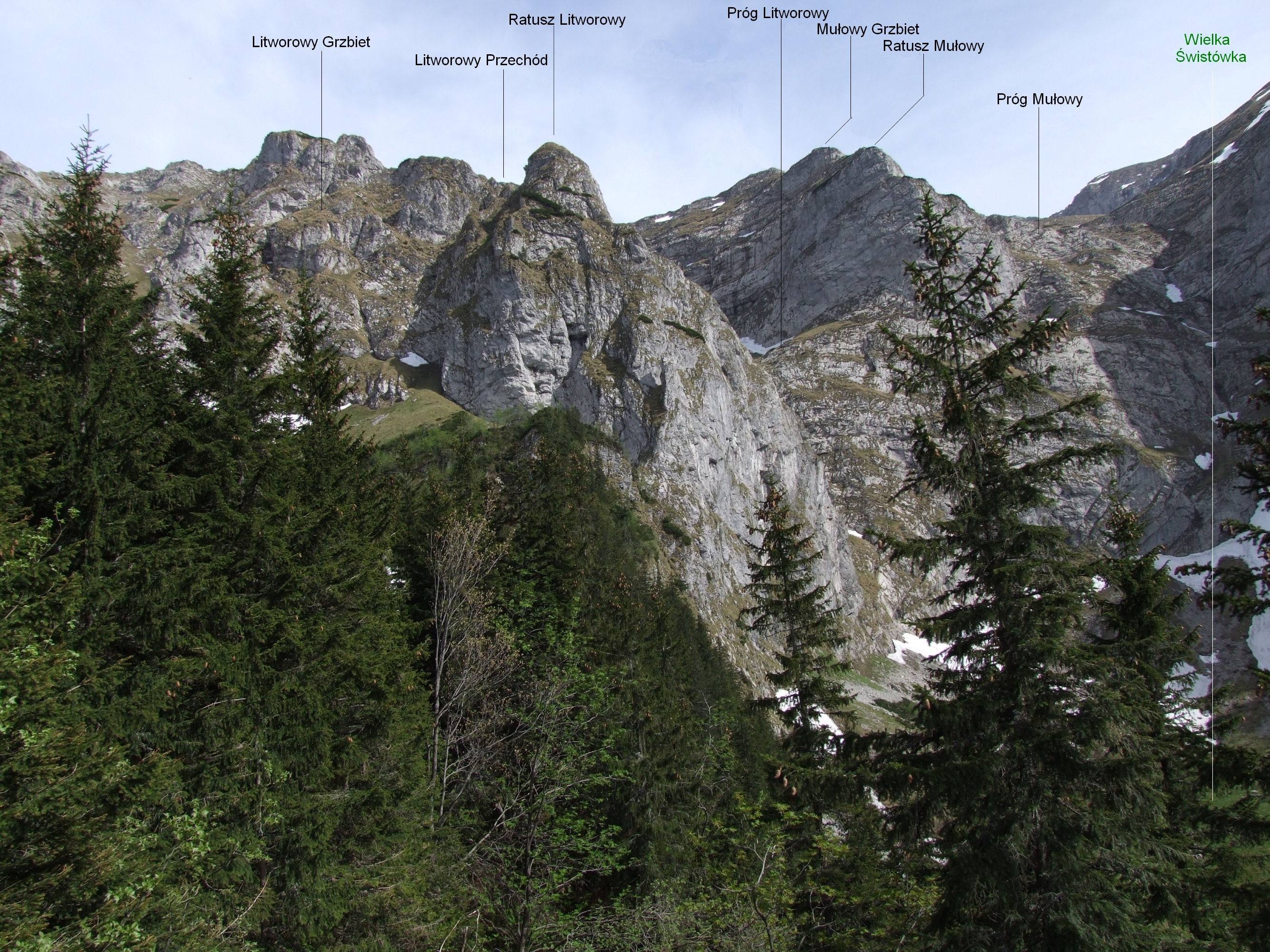
Za Ratuszem Litworowym (w środku) Litworowy Przechód

Litworowy Przechód (ok. 1660 m n.p.m.) – przełączka między północno-zachodnim końcem Litworowego Grzbietu a Ratuszem Litworowym w Dolinie Miętusiej w Tatrach Zachodnich. Przełączka stanowi łatwe przejście z Kobylarzowego Żlebu do dolnej części Doliny Litworowej. W niektórych publikacjach bywa nazywana Ratuszowym Przechodem. Spod przełączki do Doliny Litworowej spada wielkie zacięcie, którego lewym ograniczeniem jest wielka płyta. Do Kobylarzowego Żlebu opada spod przełączki stroma, skalisto-trawiasta depresja.